# The Way of Metallist
The Way of Metallist je český hudební dokumentární film, který v letech 2014–2016 natáčel tým okolo české metal/crust´n rollové hudební skupiny Malignant Tumour a to ku příležitosti dožitých, prožitých a přežitých 25 let existence skupiny. Film se řadí mezi zásadní české hudební dokumenty. Ztvárnění filmu je mockumentární. Premiéra filmu se uskutečnila 16. listopadu 2016 v kinosále pražského klubu Rock Café. Tři dny na to, dne 19. listopadu 2016, v rámci oslav výročí skupiny Malignant Tumour, proběhla ostravská premiéra filmu v lokalitě dolu Hlubina, v kinosále Cineport. Film byl hudebními kritiky hodnocen kladně a byl zařazen i do české filmové ceny Český lev 2016.

## Děj
Film pojednává o mladém studentu žurnalistky Jakubovi, který ve škole dostane zadání, aby zpracoval seminární práci na téma Rozbor intertextuálních souvislostí a forem kulturního transferu domácích metalových subkultur a jimi utvářených sociopatologických jevů v profilaci na mezigenerační skupiny populace za pomoci sémiotické a naratologické dokumentární audiovizuální analýzy. Jakub je zděšen tématem, neboť mu je hudební žánr metal na míle vzdálen. Náhoda ho přivede k české metal/crust´n rollové hudební skupině Malignant Tumour, která ho provází příběhem a díky které pozná metalovou kulturu jak po hudební tak po lidské stránce.
Jakub v průběhu filmu osloví celou řadu hudebníků, hudebních publicistů a dalších osobností i z jiných odvětví s cílem získat co nejvíce informací pro své zadané téma. V průběhu filmu poznává pach a chuť alkoholu, krásy žen a samozřejmě metalovou kulturu i ze zákulisí.

## Obsazení

### Hlavní role
- Jakub Pacner – Jakub
- Martin Bílek – Bilos
- Robert Šimek – Šimek
- Martin Vyorálek – Korál
- Petr Bohda – Bohdič
- Vladimír Korpas – učitel

### Osobnosti hudební scény
- Petr "Mucho" Hošek – hudebník skupiny Plexis
- Petr Korál – hudební publicista
- Jiří „Big Boss“ Valter – hudebník skupiny Root
- Martin „Kolinss“ Kolinský – hudebník skupiny Debustrol
- Martin van Drunen – hudebník skupin Asphyx, Pestilence
- Naru Shirakawa – hudebník skupiny CSSO
- Paul Speckmann – hudebník skupiny Master
- Rodo Castellanos – hudebník skupiny Acidez
- Dan Lilker – hudebník skupin Anthrax, S.O.D., Nuclear Assault, Brutal Truth, The Ravenous, Holy Moses
- Petr „Poly“ Pálenský hudebník skupiny Insania
- Martin „Cyklo“ Cvilink – hudebník skupiny Pathologist
- Martin „Shindy“ Brzobohatý – pořadatel festivalu Brutal Assault, majitel Shindy production
- Miloslav „Čurby“ Urbanec – pořadatel festivalu Obscene extreme, majitel Obscene extreme production
- Michal Husák – hudební publicista
- Dan Bárta – hudebník
- Martin „Bekus“ Bek – hudebník skupiny Second Hand, tattoo umělec v Bekus art style
- David Ševčík – ex bubeník Malignant Tumour

### Ostatní osobnosti
- Roman Wytrzens – majitel Metalshop.cz
- Květoslav Boháč – filosof
- Jan Jahoda – přednosta anesteziologicko-resuscitační kliniky
- Jan Světlík – ortoped městské nemocnice Ostrava

## Ocenění/nominace
Český lev
| Rok  | Nominace                  | Kategorie         | Výsledek |
| ---- | ------------------------- | ----------------- | -------- |
| 2016 | Film The Way of Metallist | Dokumentární film | zařazen  |

Ceny Břitva
| Rok  | Nominace                         | Kategorie     | Výsledek  |
| ---- | -------------------------------- | ------------- | --------- |
| 2016 | DVD/film The Way of Metallist    | Video roku    | vítězství |
| 2016 | Výroční koncert Back to the 1991 | Potěšení roku | nominace  |
| 2016 | DVD/film The Way of Metallist    | Potěšení roku | vítězství |